# عندما تحلم الحيوانات
عندما تحلم الحيوانات (بالنرويجية: Når dyrene drømmer‏) هو فلم دنماركي من نوعية الرعب والغموض والدراما للمخرج Jonas Alexander Arnby وكتابة Rasmus Birch اصدر سنة 2014.

## القصة
تدور قصة الفلم حول فتاة اسمها «ماري» عمرها 16 عاما تعيش على جزيرة صغيرة مع والدتها المصابة بمرض خطير ووالدها الذي يرعى الأسرة. ولكن بعد حدوث وفاة غامضة فجأة تتعرض «ماري» لشيء غريب يحدث لجسدها.

## عن الفلم
مدة الفلم: 84 دقيقة.
اللغة: الدنماركية.
الميزانية: 4 ملايين 
تم تقييم الفلم على موقع IMDB ب5,8/10  وحصل على موقع Rotten Tomatoes نسبة 72% 

## روابط خارجية
- عندما تحلم الحيوانات على موقع IMDb (الإنجليزية)
- عندما تحلم الحيوانات على موقع ميتاكريتيك (الإنجليزية)
- عندما تحلم الحيوانات على موقع روتن توميتوز (الإنجليزية)
- عندما تحلم الحيوانات على موقع نتفليكس (الإنجليزية)
- عندما تحلم الحيوانات على موقع قاعدة بيانات الأفلام العربية
- عندما تحلم الحيوانات على موقع ألو سيني (الفرنسية)
- عندما تحلم الحيوانات على موقع أول موفي (الإنجليزية)
- عندما تحلم الحيوانات على موقع فيلمافينيتي (الإسبانية)
- عندما تحلم الحيوانات على موقع قاعدة بيانات الفيلم (الإنجليزية)
- عندما تحلم الحيوانات على موقع ليتربوكسد (الإنجليزية)